# Шатровидный шлем

Эскиз

Шатровидный шлем — тип азиатского шлема, разновидность колпака, формой тульи напоминающего юрту.
Представлял собой открытый шлем цилиндроконической формы с ровным венцом, с навершием, чаще всего, в виде трубки или шпиля. Верхняя коническая часть не обязательно была с прямыми, но, иногда, с выпуклыми или вогнутыми образующими, то есть представляла собой тор. Часто дополнялся защитными элементами, такими, как бармица, науши.
Шатровидные шлемы имели хождение в Средней Азии в XV—XVII веках. В основном они были цельнокованными; как гладкими, так и имитирующими клёпанность. Они связаны, вероятно, с западным и северо-западным влиянием.
В начале XVII века под монгольским влиянием в Маньчжурии также появились цилиндроконические шлемы. Оттуда они попали в Китай, где получили значительное распространение в XVII—XVIII веках. Цинские шлемы отличались тем, что верхняя часть представляла собой усечённый конус, также они нередко дополнялись коробчатым козырьком. Археологически цинские шлемы (видимо, трофейные) зафиксированы в материалах XVII в., связанных с калмыками, в т.ч. и на территории, где калмыки появлялись только во время военных походов.
Шатровидные шлемы имели хождение и на Руси до XVII века в качестве разновидности шапок железных, но крайне незначительное. Это показано на некоторых миниатюрах, но не подтверждается археологически. Большая часть изображённых шлемов имеет вогнутые образующие конической части.